# (181) Eucharis
(181) Eucharis – planetoida z pasa głównego asteroid okrążająca Słońce w ciągu 5 lat i 208 dni w średniej odległości 3,14 j.a. Została odkryta 2 lutego 1878 roku w Marsylii przez francuskiego astronoma Pablo Cottenota. Nazwa planetoidy pochodzi od Eucharis, nimfy w mitologii greckiej.